# Pauley Perrette
Pauley Perrette (Nueva Orleans, Luisiana; 27 de marzo de 1969) es una actriz y cantante estadounidense conocida por su papel de Abby Sciuto en la serie de televisión NCIS.

## Biografía
Nació en Nueva Orleans y creció en varios lugares sureños de los Estados Unidos.
Después de años de trabajos en televisión y películas (mayoritariamente haciendo comerciales, poniendo voz en off, vídeos musicales y cortos).  También aparece como camarera en el Café Nervosa en la serie Frasier en la cuarta temporada y después como artista invitada en la primera temporada de 24.
Encontró su oportunidad mientras atendía un bar en Nueva York, y Perrette se embarcó en su más reconocido papel: "Abby Sciuto", una excéntrica científica forense en la serie de televisión NCIS, basada en el Servicio de Investigación Criminal Naval. En el año 2018 abandonó la serie debido a problemas con la productora. Se reportaron además diferencias con Mark Harmon, estrella principal de la serie.
Además de actuar, Perrette también publica poesías, escribe, fotografía y es una artista de la palabra hablada, amante de la música y defensora de los derechos civiles. Fue la vocalista de la banda "Lo-Ball" de Los Ángeles; una canción de Lo-Ball se puede oír durante la película Legally Blonde. Aparece como productora de documentales y en 2007 filmó un documental sobre el abogado y autor Mark Lane acerca de los derechos civiles en Estados Unidos.
Perrette retornó a la televisión en la comedia Broke en abril de 2020, de la que se emitieron 13 episodios. La actriz señaló que esta serie "restauró mi fe en la gente, en esta industria. Estoy tan agradecida. Trabajé con el mejor elenco y equipo de la industria." La misma publicación (Suggest.com) informó en octubre de 2020 que Pauley Perrette anunció que abandonaba la carrera de actriz. En Tweeter publicó: "Estoy felizmente retirada. Finalmente. Era cuanto deseaba".

## Otros datos
Perrette colabora con muchas organizaciones de caridad, incluido el rescate de animales, la Cruz Roja Americana, derechos civiles y derechos gay. Estuvo casada durante tres años con el músico Coyote Shivers contra el que obtuvo cuatro órdenes de alejamiento consecutivas.
En un tour con cámaras de televisión por las oficinas del NCIS real en septiembre de 2005, el director del Laboratorio Forense Dawn Sorenson (el alter ego en la realidad de «Abby Sciuto»), le dijo a Perrette: «Haces que parezcamos todos buenos. Te estamos realmente agradecidos».
En febrero de 2006, Perrette eliminó su blog y su página web porque alguien no la dejaba en paz y seguía obsesivamente su blog en busca de información personal. Perrette dijo que estaba siendo atemorizada y que su seguridad estaba en riesgo. En un capítulo de la 3ª temporada le sucede algo similar en la serie, liga con un chico por internet que llega a perseguirla dentro de las oficinas del NCIS.
Perrette aparece en el video oficial "The Unnamed Feeling" de la famosa banda de thrash metal Metallica, donde aparece en una especie de cuarto oscuro, aterrada por un sentimiento sin nombre (minuto 2:14).

## Filmografía

### Actriz
- Magical Make-Over (1994) (TV) - Shannon
- Frasier (1996 - 1997, 2 episodios) - Rebecca
- Murder One (1996 - 1997, 10 episodios) - Gwen
- The Price of Kissing (1997) - Renee
- Edición Anterior (1997 - Episodio 13) - Theresa LaParco
- The Drew Carey Show (1998, 4 episodios) - Darcy
- The Naked Truth (1998, 1 episodio) - Ilana
- That's Life (1998) - Lisa
- Hoofboy (1998)
- Hand on the Pump (1998) - Chica que saluda
- Civility (1999) - Carolyn
- Batman Beyond: The Movie (1999, voz) - Oficial Policía
- Veronica's Closet (1999, 1 episodio) - Nicole
- Jesse (1999) - Gwen
- Batman Beyond (1999, voz) - Policía
- Time of Your Life (1999 - 2000, 21 episodios) - Cecilia Wiznarski
- Almost Famous (2000) - Alice Wisdom
- Dawson's Creek (2001, 2 episodios) - Rachel Weir
- Philly (2001, 1 Episodio) - Angela
- Dead Last (2001, 1 episodio) - Erica
- My First Mister (2001) - Bebe
- Smash (2001) serie de TV - Charley
- Special Unit 2 (2001 - 2002, 4 episodios) - Alice Cramer
- Haunted (2002, 1 episodio) - Nadine
- Hungry Hearts (2002) - Cokie Conner
- The Ring (2002) - Beth
- Red Skies (2002) (TV) - Patty Peirson
- 24 (2002, 2 episodios) - Tanya
- Brother Bear (2003) (voz) - Osa Amorosa
- Ash Tuesday (2003) - Gina Mascara
- JAG (2003, 2 episodios) - Abby Sciuto
- CSI: Crime Scene Investigation (2003, 1 episodio) - Candeece
- NCIS (2003 - 2018) - Abby Sciuto
- A Moment of Grace (2004) - Dra. Grace Peters
- Cut and Run (2004) - Jolene
- Cut and Run (2005) - LuLu
- Satan Hates You (2007) - Marie Flowers
- NCIS: Los Ángeles (2009, 2 episodios) - Abby Sciuto
- Broke (2020, 15 episodios) - Jackie

## Premios y nominaciones
| Año  | Asociación                           | Categoría                                                | Programa                                                      | Resultado |
| ---- | ------------------------------------ | -------------------------------------------------------- | ------------------------------------------------------------- | --------- |
| 2014 | People's Choice Awards               | Actriz favorita de drama en TV                           | NCIS                                                          | Nominado  |
| 2016 | People's Choice Awards               | Actriz de televisión favorita en drama criminal          | NCIS                                                          | Nominado  |
| 2016 | BTVA Special/DVD Voice Acting Awards | Mejor interpretación vocal femenina en un especial de TV | ¡Scooby Doo! conoce a Kiss: Misterio a ritmo de Rock and Roll | Nominado  |
| 2017 | People's Choice Awards               | Actriz de televisión favorita en drama criminal          | NCIS                                                          | Nominado  |

### Productora
- The American Shame (2001) (productora asociada)